# Cathédrale Saint-Raphaël de Dubuque
La cathédrale Saint-Raphaël (St. Raphael's Cathedral) est la cathédrale de l'archidiocèse de Dubuque dans l'Iowa, située à Dubuque. Sa paroisse est la plus ancienne de toute confession de l'État.  La cathédrale, le presbytère, l'ancien couvent et l'ancienne école paroissiale forment le quartier historique de la cathédrale (en), inscrit au Registre national des lieux historiques en 1985.

## Histoire

### Premières années

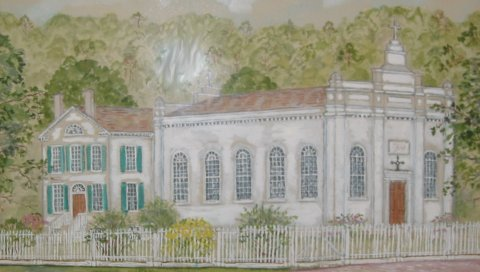
La première cathédrale Saint-Raphaël.

La paroisse prend son origine en juillet 1833 lorsqu'un premier groupe de colons se réunit pour la messe dans la maison de Patrick Quigley. Le P. Charles-Félix van Quickenborne, jésuite belge, fonde la paroisse, mais elle n'a pas tout de suite d'église et les offices sont célébrés dans des maisons particulières, puis dans une grange en rondins. Le P. Francis Fitzmaurice arrive en 1834 et commence à réunir des fonds, mais il meurt du choléra en 1835. Le dominicain Samuel Mazzuchelli lui succède et voue la paroisse à saint Raphaël, tandis qu'une petite église de pierres commence à être construite ; elle va servir pendant un quart de siècle. Elle se trouvait au sud de la cathédrale actuelle.
En 1837, le diocèse de Dubuque est érigé. Son premier évêque est un prêtre français, Mathias Loras, qui va poser durablement les fondements du diocèse. Il lève des fonds et fait venir des prêtres de France. La petite église devient la cathédrale du diocèse.

### Croissance
Les vingt années suivantes sont marquées par l'arrivée massive d'immigrés en provenance d'Europe, surtout des Irlandais et des germanophones catholiques, ce qui provoque une croissante rapide de l'Église catholique dans l'Iowa. Vers 1845, la cathédrale devient trop petite. Mgr Loras accorde aux Allemands de former en 1849 une paroisse propre, la paroisse de la Sainte-Trinité, devenue plus tard la paroisse Sainte-Marie. En 1853, l'église Saint-Patrick est construite au nord de la ville pour former une paroisse destinée aux familles irlandaises.

### Édifice actuel

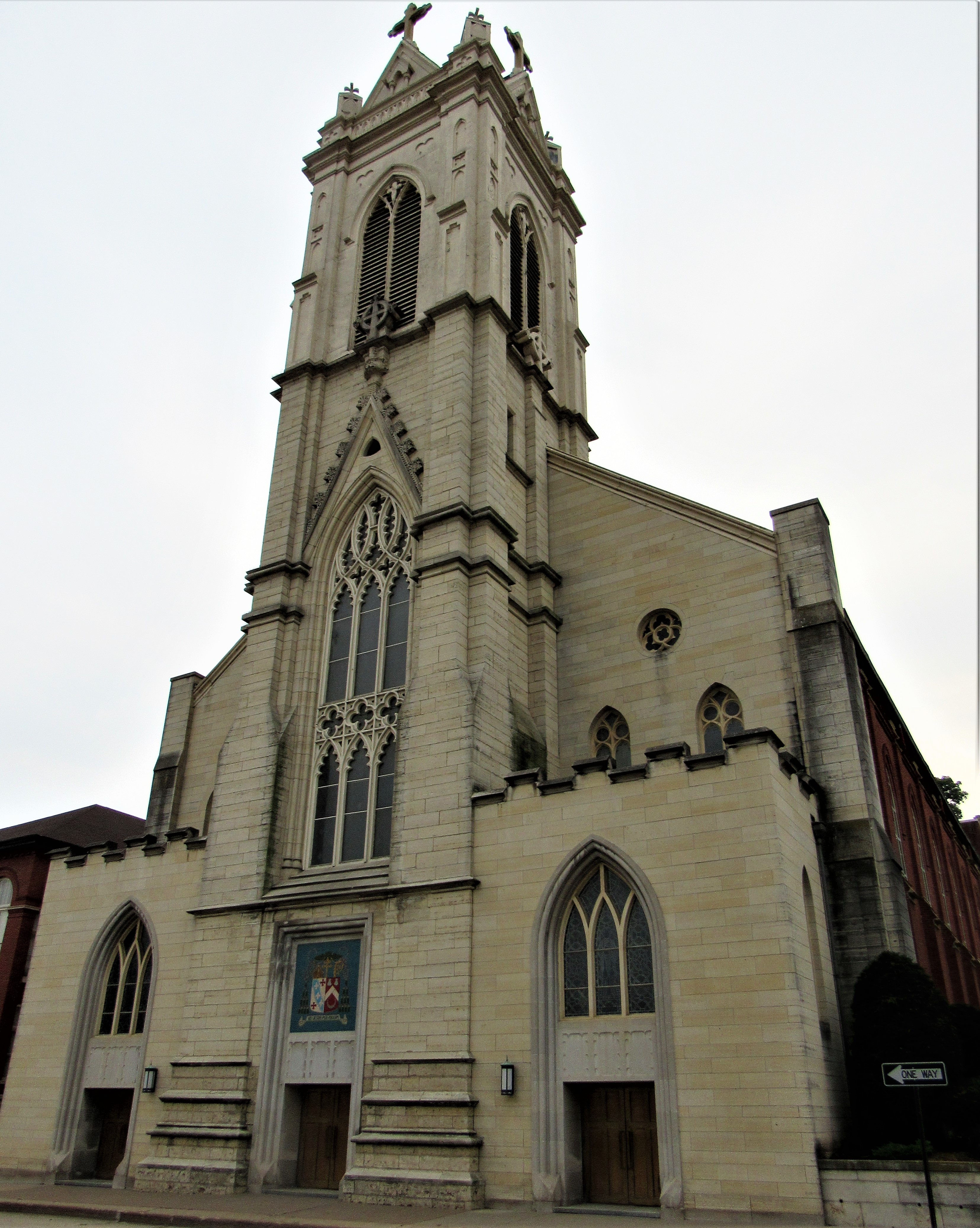
Façade et clocher

C'est en 1857 que l'édifice actuel commence à être bâti au nord de l'ancienne cathédrale. La première pierre est bénie le 5 juillet 1857 devant une grande foule. Son style s'inspire du Magdalen College d'Oxford en Angleterre. L'architecte en est John Mullany qui a dessiné aussi l'abbaye de New Melleray et l'église Sainte-Marie de Dubuque. Au départ, il devait construire une église dans le style néo-roman, mais la crise financière de 1857 oblige à des coûts moins importants et les plans sont refaits en style néo-gothique. Mgr Loras y célèbre une première messe le jour de la Noël 1857. Il meurt deux mois plus tard.
La construction de la cathédrale est terminée en 1861 (sans la tour). Elle est bénie et dédiée par Mgr Clement Smyth OCSO, le 7 juillet 1861 en présence du P. Mazzuchelli. Elle est construite en briques sur des fondations de pierre. La partie basse de la tour centrale (qui mesure 40 mètres de hauteur) est faite de pierre calcaire. Les trois nefs de l'intérieur sont divisées par quatorze colonnes de bois. Les sept fenêtres de côté sont divisées par des contreforts et chacune comprend une fenêtre à lancette au centre. Des fenêtres plus petites éclairent les autels latéraux et trois baies éclairent chaque côté du chœur. Le dessus du portail est décoré d'une immense fenêtre à lancette, la partie inférieure étant cachée à l'intérieur par l'orgue de tribune.

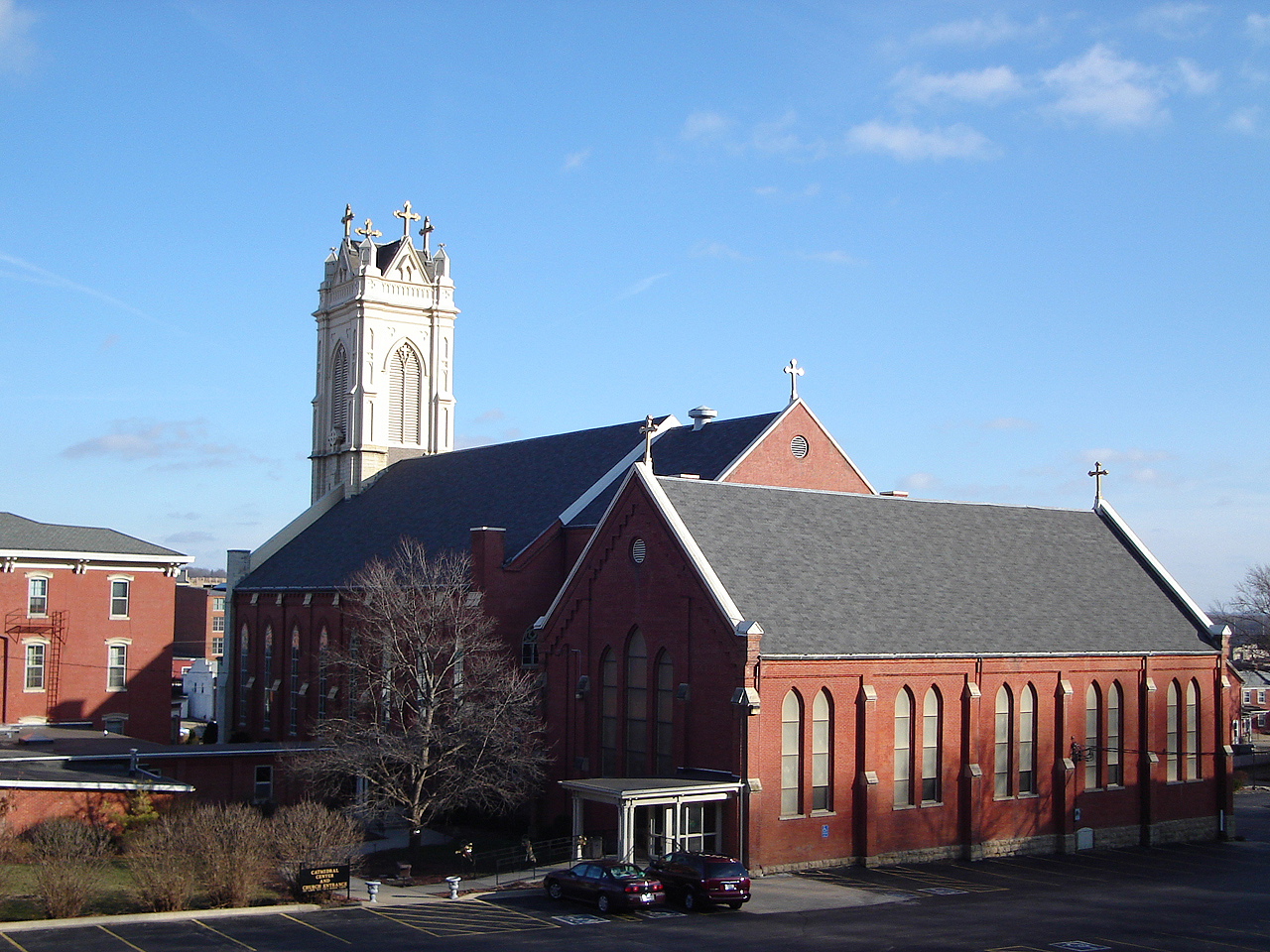
Ancienne chapelle du Saint-Sacrement, servant aujourd'hui de lieu pour les réunions.

La tour de la cathédrale est terminée en novembre 1876. La chambre des cloches est en bois, la structure étant enchâssée dans du zinc peint pour imiter la pierre. Quatre pinacles sont placés aux coins. Un architecte de Dubuque d'origine allemande du nom de Fridolin Heer dessine la chapelle derrière la cathédrale en 1882, ce qui obscurcit les vitraux au-dessus du maître-autel. Elle sert pendant plus d'un siècle de chapelle du Saint-Sacrement. D'autres rénovations ont lieu à partir de 1886 selon les dessins d'un architecte de Chicago, James Egan ; elles consistent en de nouvelles voûtes de fer et à baisser de 1,2 m les chapiteaux des colonnes. Un nouvel enduit de plâtre est posé à l'intérieur et de nouvelles stations du Chemin de croix sont importées d'Allemagne, tandis que la tribune du fond est refaite. Une grande arche est ouverte dans la tour afin de mieux éclairer la nef. Les fresques sont terminées par Luigi Gregori, artiste en résidence et professeur à l'University of Notre Dame, qui avait travaillé auparavant au Vatican, et par son fils Constantine. John Hennessy (en) consacre à nouveau la cathédrale après travaux le 21 novembre 1886. De nouveaux vitraux, correspondant au fenêtres de la nef abaissées de 2 pieds (0,6096 m), sont importés de Londres et installés en 1889.
Une crypte est construite en 1902, afin d'accueillir les dépouilles des anciens évêques et archevêques de Dubuque, quatre archevêques de Dubuque étant inhumés ailleurs. Mgr Raymond Ettledorf - prêtre local devenu délégué apostolique et pro-nonce en Nouvelle-Zélande et en Afrique y est aussi enterré. L'autel et la table de communion sont en marbre d'Italie.
Deux restaurations d'ensemble ont lieu, l'une en 1914, et l'autre en 1936. Une nouvelle entrée est construite en 1966 avec deux escaliers. Plus tard un ascenseur permet un accès plus facile aux personnes à mobilité réduite. Le chœur est transformé à la suite des réformes post-conciliaires. Mgr Byrne célèbre la première messe en langue vernaculaire (en anglais) de l'archidiocèse, dans cette cathédrale.

### Rénovations de 1986

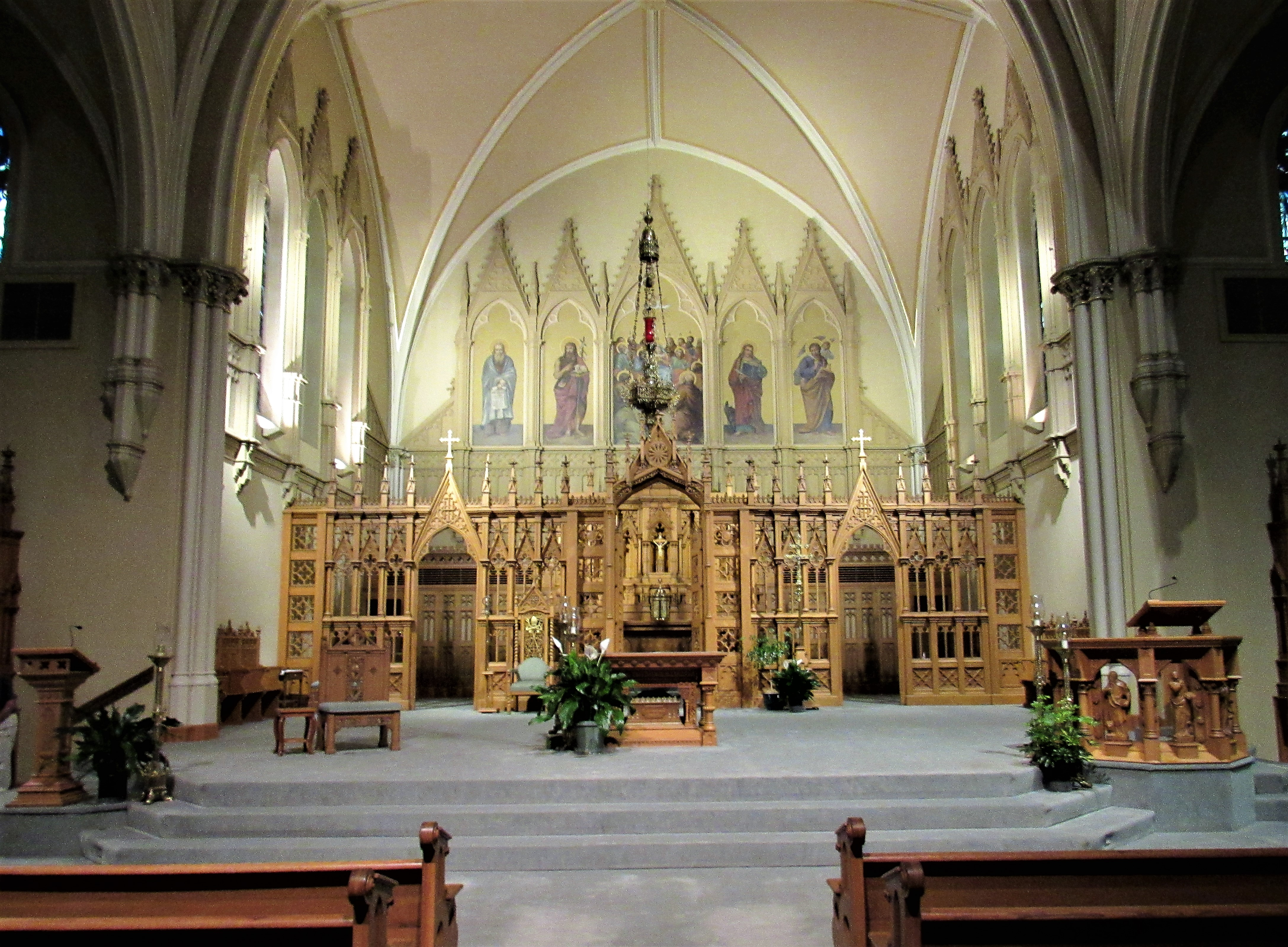
Vue du chœur.

Une restauration d'ensemble a lieu en 1986. La chapelle du Saint-Sacrement est déconsacrée pour devenir un lieu de réunions et renommée en Cathedral Center. Une petite chapelle eucharistique est placée derrière un écran de bois entre l'ancien maître-autel et le nouvel autel orienté ad populum. Celui-ci utilise certaines portions de l'ancienne table de communion. Le maître-autel original ad absidem échappe à la destruction grâce à sa signification historique, et un nouveau tabernacle est installé. Des travaux d'électricité et de peinture sont aussi effectués.
Les reliques de saint Cessianus sont réinstallées sous l'autel au cours d'une messe spéciale, le 23  novembre 1986, célébrée par l'archevêque de Dubuque, Daniel Kucera (en) OSB. Saint Cessianus (martyr romain du IIe siècle) est le patron de l'Iowa,.

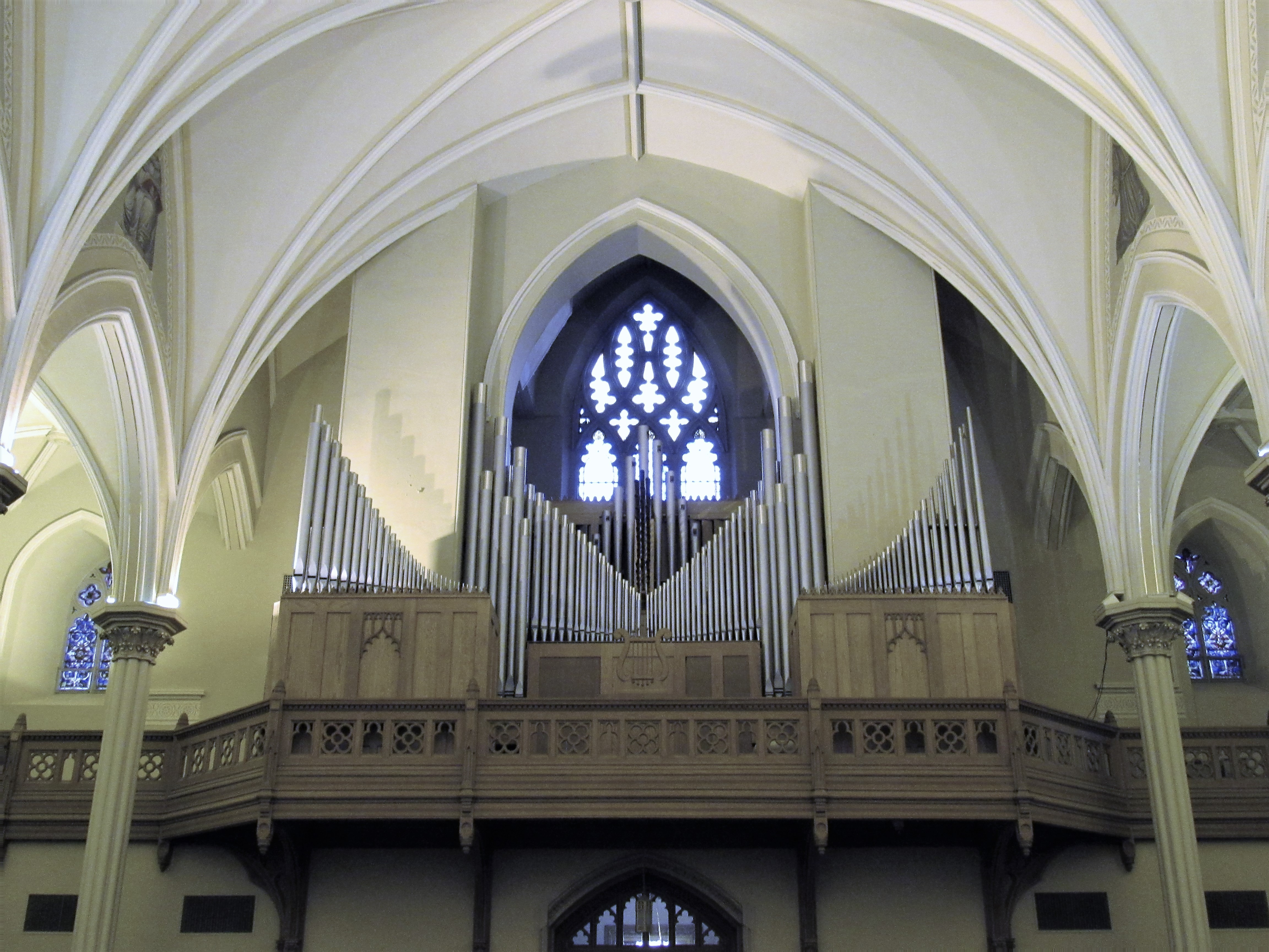
Orgue de tribune.

La paroisse Saint-Raphaël fusionne avec la paroisse Saint-Patrick en 2010 et collaborent ensemble,.

## Orgue
Un premier orgue est installé en 1890 et refait par la Tellers Organ Company (en) en 1937. Il a 46 jeux avec trois claviers manuels. Il a une chambre dans le chœur et une autre sur le mur sud. La console se trouve dans le chœur et peut être bougée. L'orgue est l'un des plus importants de Dubuque.
| Great Organ |                  |
| 16′         | Gedackt          |
| 8′          | Principal        |
| 8′          | Doppel Flute     |
| 8′          | Gemshorn         |
| 4′          | Octave           |
| 4′          | Harmonic Flute   |
| 2′          | Octavian         |
|             | Mixture IV       |
| 8′          | Festival Trumpet |

| Schwell Organ |                 |
| 16′           | Bourdon         |
| 8′            | Gedeckt         |
| 8′            | Salicional      |
| 8′            | Celeste         |
| 4′            | Principal       |
| 4′            | Harmonic Flute  |
| 2⅔′           | Nazard          |
| 2′            | Blockflote      |
| 13/5′         | Tierce          |
|               | Scharff III     |
| 16′           | Hautbois/Basson |
| 8′            | Trompette       |
|               | Tremolo         |

| Choir Organ |                       |
| 8′          | Melodia               |
| 8′          | Gamba                 |
| 8′          | Céleste               |
| 4′          | Flûte d’amour         |
| 2′          | Piccolo               |
| 1⅓′         | Larigot               |
| 8′          | Clarinette            |
| 8′          | Festival Trumpet (Gt) |
|             | Tremolo               |
|             | Antiphonal Section    |
| 8′          | Bourdon               |
| 8′          | Gemshorn              |
| 4′          | Principal             |
| 4′          | Koppelflote           |
| 2′          | Prestant              |
| 2′          | Block Flote           |
| 1⅓′         | Spitzquint            |

| Pedal Organ |                  |
| 32′         | Resultant        |
| 16′         | Open Diapason    |
| 16′         | Principal        |
| 16′         | Subbass          |
| 8′          | Octave           |
| 8′          | Subbass          |
| 5⅓′         | Quint            |
| 4′          | Choral Bass      |
| 4′          | Subbass          |
| 2⅔′         | Mixture IV       |
| 16′         | Bombarde         |
| 8′          | Bombarde         |
| 4′          | Bombarde         |
|             | Antiphonal Pedal |
| 16′         | Subbass          |
| 8′          | Bourdon          |
| 4′          | Choral Bass      |

## Sépultures

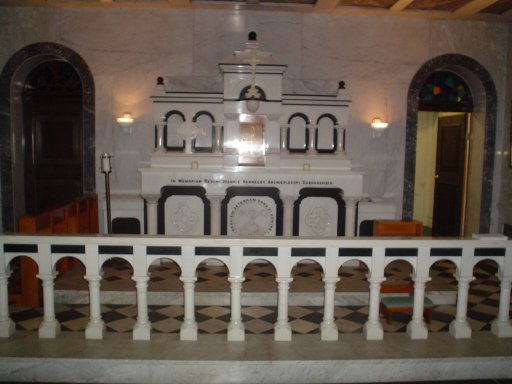
Autel de la crypte

- Mathias Loras
- Clement Smyth, OCSO
- John Hennessy Hennessy
- Francis Beckman Beckman
- Henry Rohlman Rohlman
- James Joseph Byrne
- Raymond Philip Etteldorf

## Presbytère, couvent et école

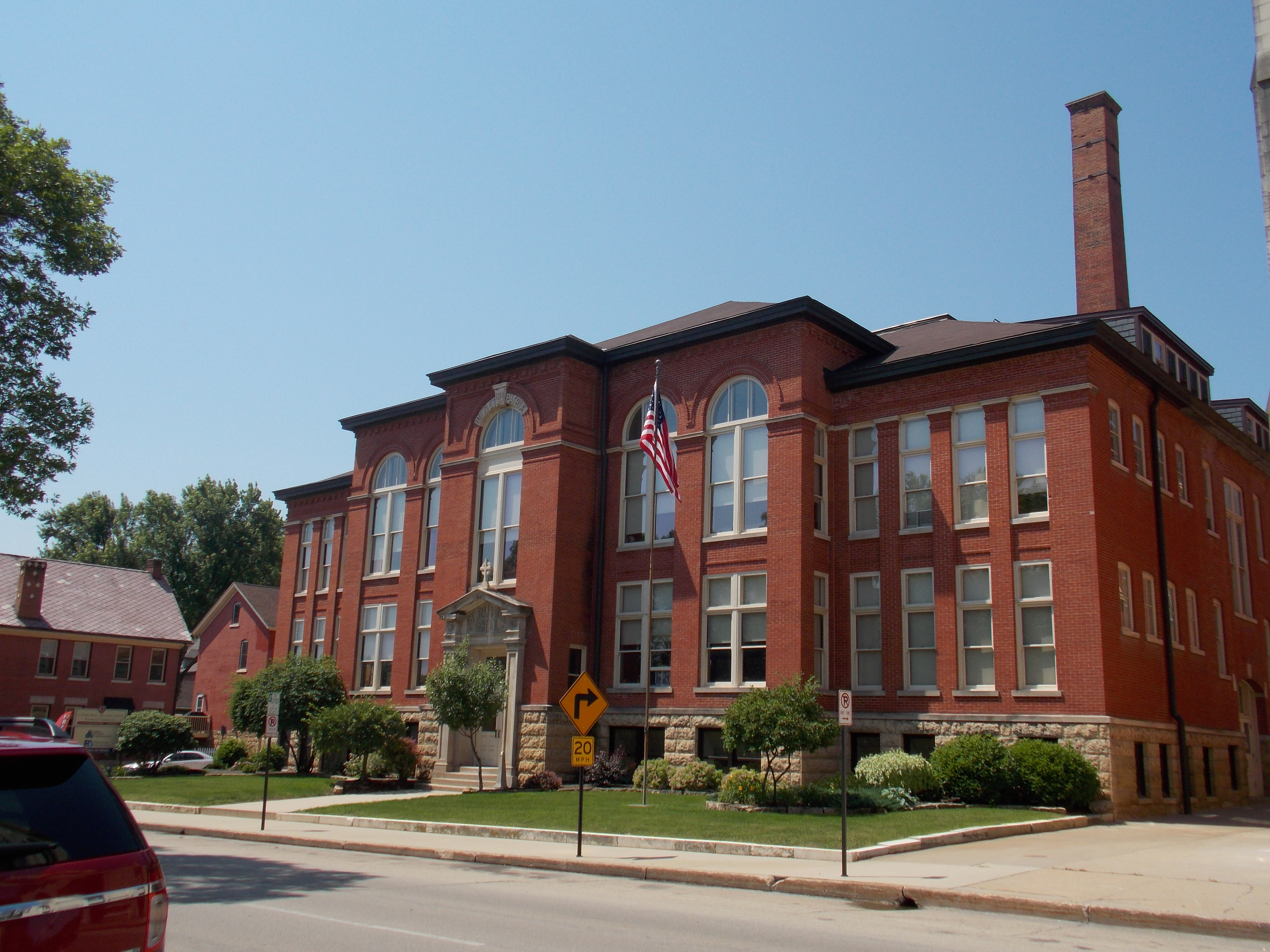
Ancienne école.
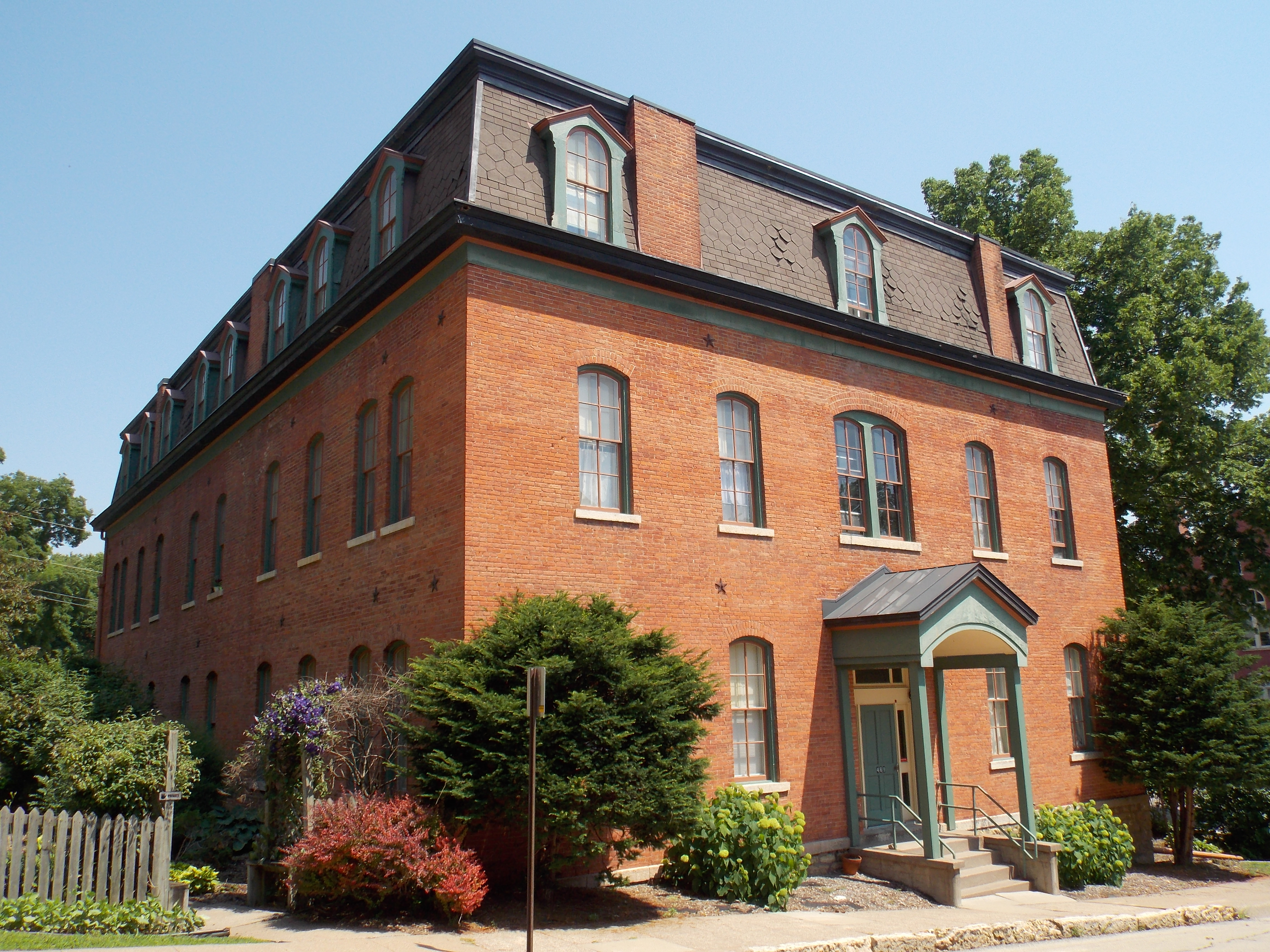
Ancien couvent.
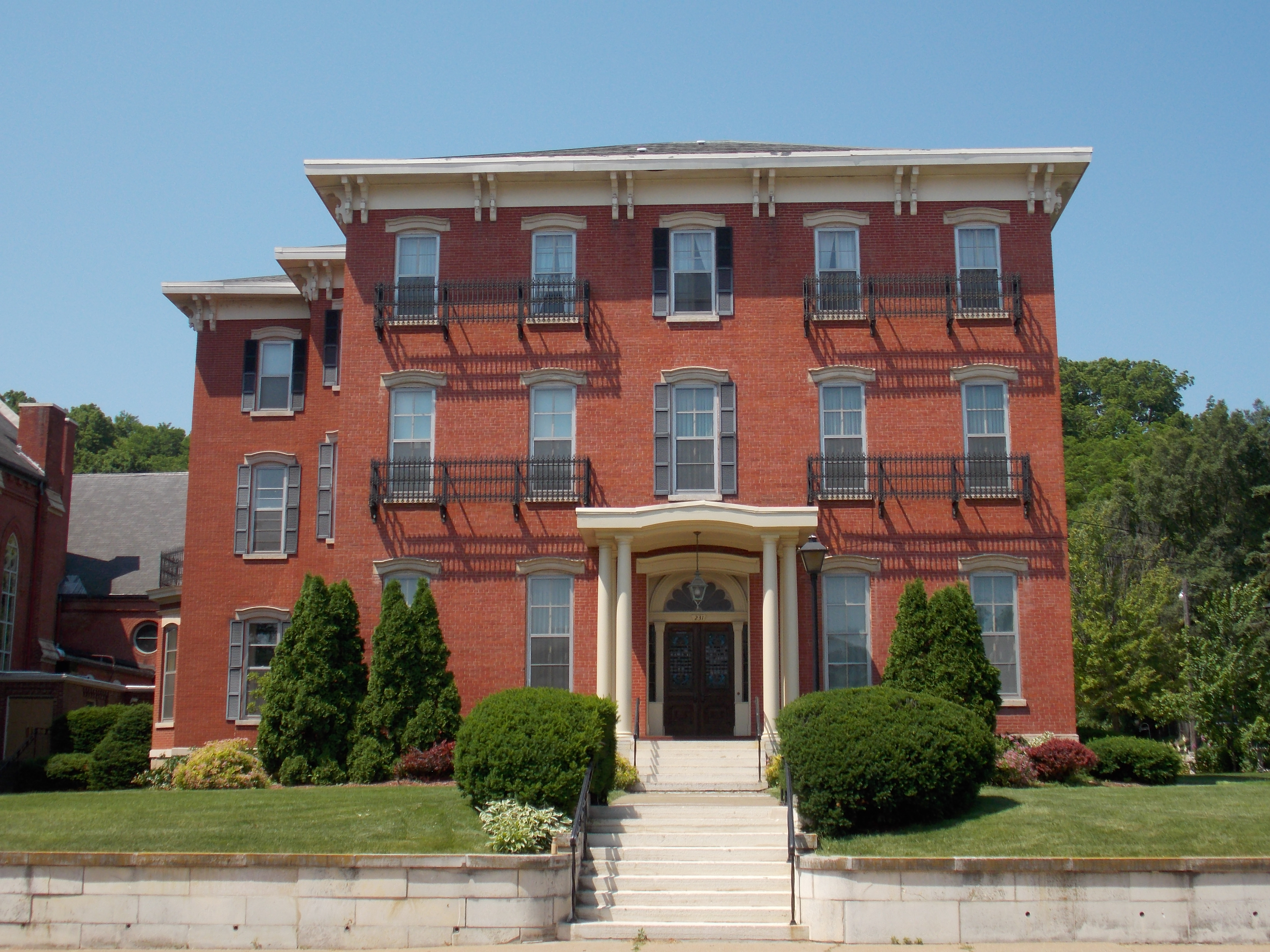
Presbytère.

La cathédrale est inscrite au Registre national des lieux historiques avec son presbytère, l'ancien couvent et les locaux de l'ancienne école paroissiale. Le presbytère, adjacent à la cathédrale au nord, date d'environ 1870. L'édifice de trois étages est considéré comme l'un des exemples les plus raffinés du style italien dans l'État et le quartier. Les Sœurs de la charité de la Bienheureuse Vierge Marie (fondées par Mère Mary Frances Clarke 1802-1887) arrivent à Dubuque en 1843 et commencent à enseigner les enfants de la paroisse. L'édifice de briques rouges à trois étages est construit comme école de filles dans les années 1880, puis sert de couvent aux religieuses à partir de 1904, lorsqu'elles font construire une nouvelle école. Vendu par la paroisse, il sert aujourd'hui de maison de retraite. L'ancienne école Saint-Raphaël construite en 1904 au sud de la cathédrale est conçue dans le style néo-classique. Elle remplace l'école de garçons et l'école de filles qui se trouvaient derrière la cathédrale. Les garçons étaient éduqués par des Frères et leurs locaux se trouvaient derrière ceux des filles. Ils ont été démolis, seuls subsistent ceux des filles. L'école a fermé en 1976. Les locaux ont été vendus au milieu des années 1980.

### Articles liés
- Liste des cathédrales des États-Unis
- Église catholique aux États-Unis